# كهياز (سفلى أردستان)
کهیاز (بالفارسية: کهیاز) هي قرية تقع في إيران في Sofla Rural District.
قيل إن کلمة کهیاز فی اللغة الفارسية كلمة مشتقة من كلمتين و هما كلمة "كه" (بمعنى: الجبل) و كلمة "ياز" (بمعنى: بَين)   و كلتاهما بمعنى: "منطقة تقع بين جبلين" و المقصود عنها الجبلان تقعان في هذه المنطقة: جبل "خرس کوه" و جبل "شیرخانی" . و قيل إنها كانت في اصلها  "كهيوز" و هي مشتقة من كلمة "كه" (بمعنى: الجبل) و كلمة "يوز" (بمعنى: الفهد) و المقصود عنها منطقة تعيش فيها الفهد .
يقدر عدد سكانها بـ 46 نسمة بحسب إحصاء 2016.